# بول هوفلين
بول هوفلين (بالفرنسية: Paul-Louis Huvelin)‏ (و. 1873 – 1924 م) هو مؤرخ قانوني فرنسي، توفي عن عمر يناهز 51 عاماً.